# 伊尔门山
伊尔门山（俄语：Ильменские горы）一座是位于车里雅宾斯克州南部切巴爾庫爾區和阿爾加亞什區的行政领土米阿斯上的山峰，也是乌拉尔山脉的一部分。在2008年，伊尔门山被列入世界遗产预备名单中。
这里有许多发现于伟晶岩和霞石正长岩中的珍贵宝石，如：黄玉和绿柱石以及半宝石，如：天河石和稀有金属，并因此而闻名于世。
现在的伊尔门山大部分地区都被划在伊尔门严格自然保护区内，并且禁止一切采矿活动。